# Huzová
Huzová (in 1869: Německá Husová, tussen 1880-1910: Německá Huzová en tussen 1921-1930: Německá Húzová en Duits: Deutsch Hause) is een Moravische gemeente in de  Tsjechische regio Olomouc, en maakt deel uit van het district Olomouc. Huzová telt 563 inwoners (2023). Naast het dorp Huzová zelf maken ook de dorpen Arnoltice en Veveří deel uit van de gemeente.

## Geschiedenis
- 1141 – De eerste schriftelijke vermelding van Huzová.
- 1938-1945 – De gemeente maakte als deel van Sudetenland deel uit van Nazi-Duitsland.
- 1961 – De gemeente Arnoltice wordt door de gemeente Huzová geannexeerd.[1]
- 2005 – De gemeente Huzová wordt administratief overgeheveld van het district Bruntál in de regio Moravië-Silezië naar het district Olomouc in de regio Olomouc.[2]

## Aanliggende gemeenten
| Aangrenzende gemeenten    | Aangrenzende gemeenten                   | Aangrenzende gemeenten      | Aangrenzende gemeenten | Aangrenzende gemeenten |
| ------------------------- | ---------------------------------------- | --------------------------- | ---------------------- | ---------------------- |
| Jiříkov (Moravië-Silezië) |                                          | Ryžoviště (Moravië-Silezië) |                        |                        |
|                           |                                          |                             |                        |                        |
|                           | Dětřichov nad Bystřicí (Moravië-Silezië) |                             |                        |                        |
|                           |                                          |                             |                        |                        |
| Paseka                    |                                          | Mutkov                      |                        | Šternberk              |